# 1911 Schubart
1911 Schubart è un asteroide della fascia principale del diametro medio di circa 80,09 km. Scoperto nel 1973, presenta un'orbita caratterizzata da un semiasse maggiore pari a 3,9846222 UA e da un'eccentricità di 0,1659274, inclinata di 1,64973° rispetto all'eclittica.